# Herb gminy Moszczenica (województwo małopolskie)
Herb gminy Moszczenica – jeden z symboli gminy Moszczenica, autorstwa Włodzimierza Chorązkiego i Alfreda Znamierowskiego, ustanowiony 17 sierpnia 2006.

## Wygląd i symbolika
Herb przedstawia na tarczy koloru błękitnego srebrny szkaplerz ze złotymi skrajami na srebrnym nawiązaniu, zawieszony na złotych skrzyżowanych: włóczni i wiośle. Szkaplerz nawiązuje do obrazu Matki Bożej w kościele w Moszczenicy, natomiast wiosło i włócznia do św. Wojciecha, patrona kościoła w Staszkówce.